# Pale Blue Dot (bok)
Pale Blue Dot: A Vision of the Human Future in Space är en populärvetenskaplig bok av Carl Sagan från 1994. 
Det är uppföljaren till Cosmos och inspirerades av den berömda Pale Blue Dot fotografin, som Sagan ger en gripande beskrivning av. I boken blandar Sagan människans plats i universum med en beskrivning av kunskapen om solsystemet. Han beskriver också en mänsklig vision för framtiden.